# Угарит
Угарит (Рас-Шамра) е град-държава в северното крайбрежие на Древна Сирия.
Разположен е близо до днешния град Латакия, Сирия – на 12 км северно от него, както и на 1 км югозападно от залив на Средиземно море.
Достига своя разцвет между 1450 пр.н.е. и 1200 пр.н.е., когато поддържа дипломатически и търговски отношения с Египет и Кипър.

## Владетели
- Никмаду I[3]
- Якарум[3]
- Амистамру I (ок. 1350 пр. Хр.)
- Никмаду II (ок. 1350 – 1315 пр. Хр.), съвременник на хетския владетел Шупилулиума I
- Архалбу (ок. 1315 – 1313 пр. Хр.), съвременник на хетския владетел Мурсили II
- Никмепа (ок. 1313 – 1260 пр. Хр.), син на Никмаду II, съпруг на Ахатмилку
- Амистамру II (ок. 1260 – 1235 пр. Хр.), син на Никмепа
- Ибирану (ок. 1235 – 1225 пр. Хр.), син на Амистамру II
- Никмаду III (ок. 1225 − 1215 пр. Хр.)
- Амурапи (ок. 1200 пр. Хр.)